# Trennpfeiler

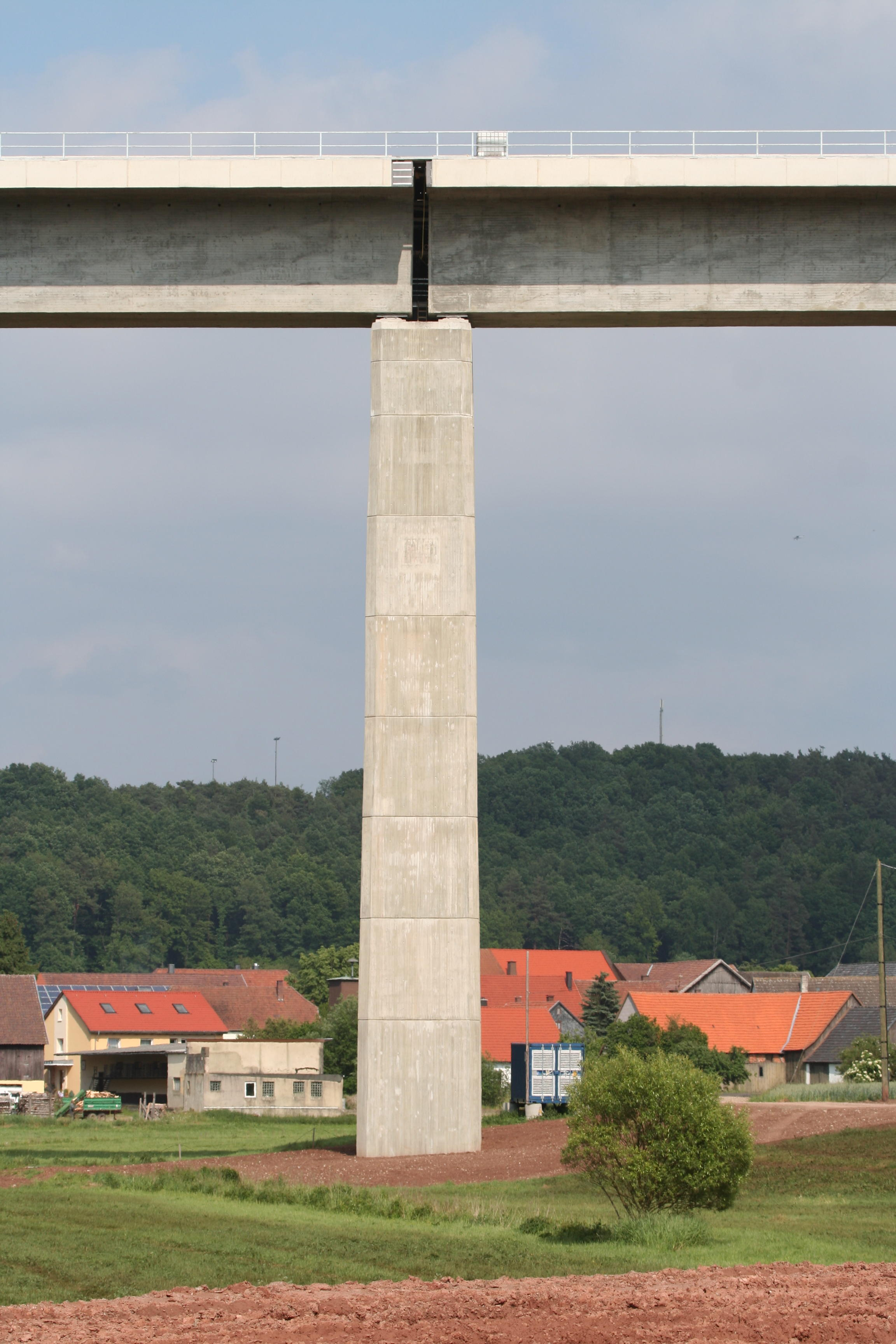
Trennpfeiler der Füllbachtalbrücke

Ein Trennpfeiler, oft auch Gruppenpfeiler genannt, ist eine Stütze, auf der die Enden von zwei Überbauten einer mehrteiligen Brücke hintereinander gelagert sind. Über einem Trennpfeiler hat der Brückenüberbau eine Fuge. Der Kopf des Trennpfeilers besitzt zwei Lagerachsen quer zur Brückenlängsrichtung und ist oft breiter als ein Normalpfeiler desselben Bauwerks.